# Osmia alticola
Osmia alticola är en biart som beskrevs av Raymond Benoist 1922. Osmia alticola ingår i släktet murarbin, och familjen buksamlarbin. Inga underarter finns listade i Catalogue of Life.